# Egmontkamer

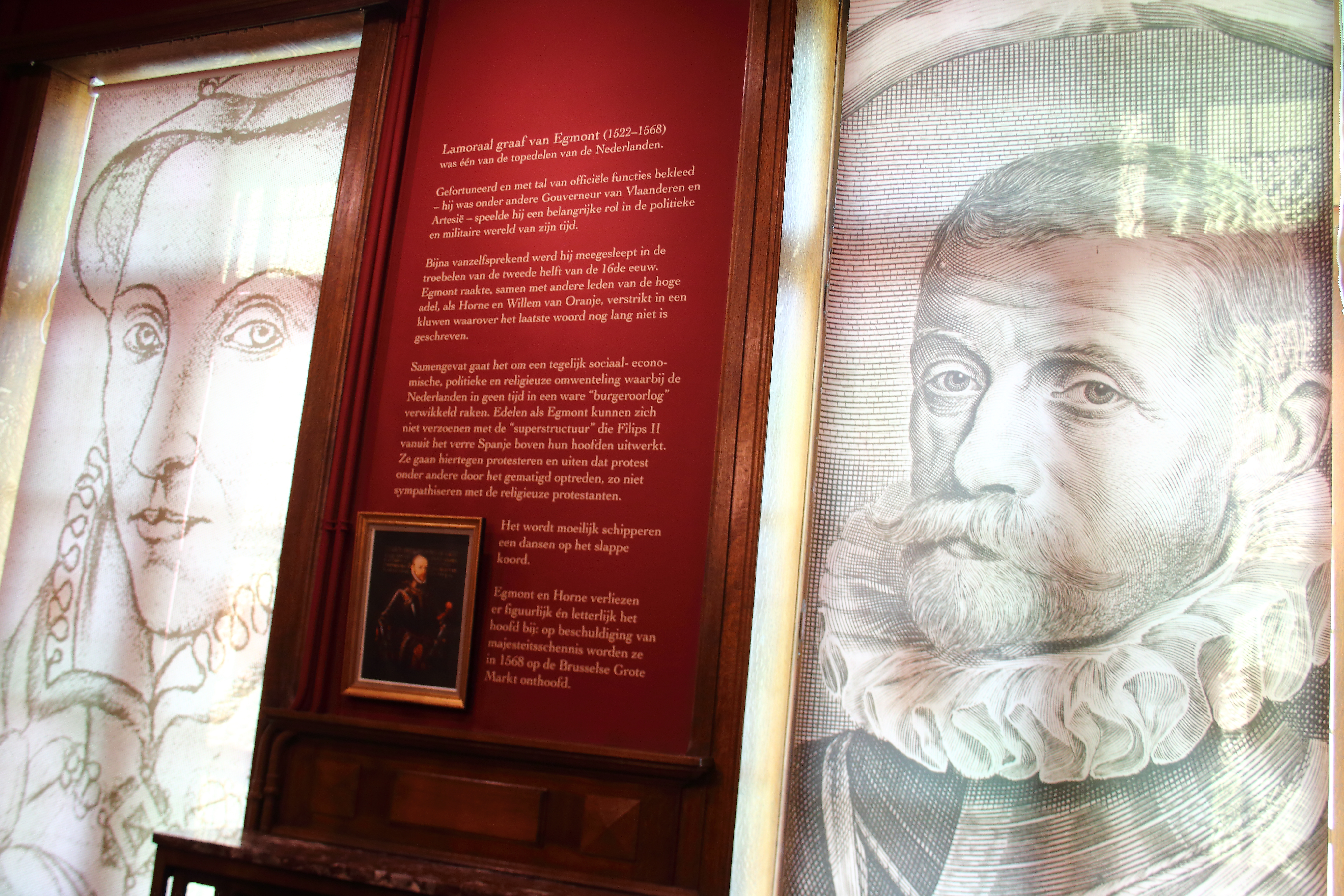
Egmonds Museum 'Egmontkamer' in Zottegem

Die Egmontkamer  ist ein zum 450. Jahrestag des Todes des Grafen Lamoral von Egmond im Jahre 2018 eröffneter Ausstellungsraum im alten Rathaus der belgischen Stadt Zottegem. Im Museum wird die Geschichte des Grafen Lamoral von Egmond erzählt. Es werden archäologische Reste  aus Egmonds Burg (Münzen, Wappen, Keramikfliesen) ausgestellt. Daneben sind die einbalsamierten Herzen des Grafen Egmond und seiner Söhne Philip und Karl zu sehen sowie die Grabplatte von Sabine von Pfalz-Simmern (Egmonds Ehefrau). Im Ratssaal des alten Rathauses hängen zwei Gemälde zum Thema Egmond: Letzte Ehre für die Leichen von Egmond und Horne (Louis Gallait, 1882) und Die Burg in Egmond aan den Hoef (Gillis De Saen, 1570). Der bei der Enthauptung Egmonds beschädigte Halswirbel wird auch ausgestellt.